# Titus Flavius Sabinus (Suffektkonsul 47)
Titus Flavius Sabinus (* um 8 n. Chr.; † Dezember 69 n. Chr. in Rom) war ein römischer Senator, Bruder des Kaisers Vespasian und Onkel von Titus und Domitian.
Sabinus war ein Sohn des Steuerpächters gleichen Namens und der Vespasia Polla. Er und sein Bruder wurden als erste in ihrer Familie in den Senat aufgenommen. Sabinus diente wie Vespasian als Legat einer Legion bei Claudius’ Eroberung von Britannien im Jahr 43 und wurde 47 Suffektkonsul. In den ersten Jahren der Herrschaft Neros war er Statthalter der Provinz Moesia.
Von 62 bis zum Tod Neros 68 war Sabinus Stadtpräfekt von Rom. Unter Neros Nachfolger Galba verlor er dieses Amt, erhielt es aber unter dem neuen Kaiser Otho wieder. Kurz nach dem Herrschaftsantritt des Vitellius, des dritten Kaisers im Vierkaiserjahr, erhob sich Vespasian, gestützt auf die östlichen Legionen, zum Kaiser. Sabinus unterstützte den Anspruch seines Bruders in Rom und versuchte, Vitellius zum Verzicht auf die Herrschaft zu bewegen. Dessen Anhänger zwangen Sabinus aber, sich auf das Kapitol zurückzuziehen, wo er nach einer Belagerung in Gefangenschaft geriet und Ende Dezember 69 getötet wurde.
Sabinus hatte einen gleichnamigen Sohn, der in den Jahren 69 und 72 Suffektkonsul war.